# ブルーホール (漫画)
『ブルーホール』は、星野之宣によるSF漫画。1991年から1992年まで『ミスターマガジン』（講談社）に連載された。1992年から1993年にかけてKCDX（講談社）から全2巻が刊行され、その後も2度にわたり文庫化された。中国語・フランス語に翻訳されている。
続編にあたる『ブルー・ワールド』は、1995年から1998年まで『月刊アフタヌーン』（講談社）に連載された。1996年から1998年にかけてKCDXから全4巻が刊行され、2001年には文庫化もされた。韓国語・中国語・タイ語に翻訳されている。本項では『ブルー・ワールド』についても説明する。

## 概要
ブルーホールとは、一種の海底洞窟である。そこでは不思議な現象が見られ、その底には巨大な怪物がひそんでいるとも言われる。この作品では、ブルーホールが現代と過去を結ぶタイムトンネルであったという設定で、恐竜が跋扈する世界でのサバイバルをストーリーの中心として、太古の生物相を緻密に描いてゆく。特に恐竜の描写に力が注がれている。『ブルーホール』では、生きるものへの情愛と自然への畏敬の念が強く訴えられている。『ブルー・ワールド』では、その後の進展が登場人物を変えて描かれ、ブルーホールと大量絶滅の謎をSF的に追求しながら、極限状況における人間の生き方を描いてゆく。

## あらすじ

### ブルーホール
アフリカ東南部・マダガスカル北東のコモロ諸島に住む娘ガイアは、シーラカンスの密猟者であった。彼女が発見したブルーホールは、約6500万年前の中生代白亜紀の北米大陸とつながっていた。ホーク博士は自らの名声の為に、ブルーホールを通して現代の汚染された水と大気を白亜紀世界のそれと交換しようとする。調査団の一行は、ブルーホールに吸い込まれ過去の世界に投げ出され、最強の肉食獣ティラノサウルス・レックスや進化の頂点に達したステノニコサウルスなど様々な恐竜の脅威に怯えるが、草食竜ラムベオサウルスとの交流など心温まる体験もする。彼らは別時代の生物である筈のクロノサウルスや三葉虫とも出会っていた。古生代につながるもうひとつのブルーホールが存在したのだ。時空のネットワークは、生命誕生の真相など多くの謎を解明し、人類の活動範囲を無限に広げる、壮大な可能性をはらんでいた。
白亜紀は大量絶滅の時代でもある。絶滅の原因ともされる超巨大隕石が地球に迫り、その衝突エネルギーがブルーホールを通じて現代世界へ噴き出す危険があった。ホークは、現代の人間世界のために過去の生物を犠牲にしようとする。刻々と変化する状況の中で、ガイアはクロノサウルスに導かれながら、恐竜たちを少しでも生き延びさせようと仲間たちと努力を続けてゆく。

### ブルー・ワールド
地質時代に何度も起きた大絶滅の原因のひとつに、スーパー・プルームによる巨大噴火の影響がある。多くの大絶滅において天体衝突の前に噴火が始まり、二つのカタストロフが同時発生していた。衝突の激震が地磁気の影響で地球内部の時空を歪ませ、地殻内部のマントルから発生したプルームが過去の地表へ上昇したと考えれば、この理由を説明できる。その後に海底に残った磁場ループがブルーホールなのだ。プルーム跡は世界に10箇所以上あった。
マダガスカル海域のブルーホールは、天体衝突の被害により使えなくなっていた。イギリスのネス湖で新たに発見されたブルーホールは、1億4500万年前のジュラ紀後期、ゴンドワナ大陸のカルー地域（現代のマダガスカル海域）につながっていた。しかしそのブルーホールは地磁気の衰弱により消滅し、米英の軍人を中心とした調査チームはジュラ紀に取り残される。消滅時の事故により人員は200人余りに減り、さらに動揺の中で巨大なバロサウルスの群れに踏み荒らされ、残ったのは僅か19名と戦車2台であった。翼竜が飛び交う世界で、ジュラ紀最強とされるアロサウルスや、それを遥かに上回るユタラプトルの脅威の中で、サバイバルが始まる。
地球磁場の周期的な消滅が大規模な噴火活動につながるという大絶滅のパターンが、ジュラ紀末期にも現代にも起こりつつあった。現代世界でアメリカのバミューダ海域に新たに発見されたブルーホールは、5億7000万年前の古生代カンブリア紀につながっていた。そのとても地球とは思えない環境は、爆発的な進化と繁栄の時代でもあり、地球磁場が極めて強大な時代でもあった。その磁力をブルーホールを通して現代にもたらせば、人類絶滅を回避できる可能性があった。
カンブリア紀を経由してジュラ紀に救援が送られる事になり、調査チームは別のブルーホールを目指して約1万キロの行程に踏み出す。始祖鳥の飛ぶジャングルを踏破し、ギラッファティタンと共に湿原を行き、隔離された高地で人類の遠い祖先かもしれぬ原始哺乳類たちに出会う。筏で激流を乗り越え、バロサウルスの背に乗り、翼竜を資材としてハンググライダーを作り、彼らは人類世界への帰還を賭けて人知を尽くす。生きる為に仲間を犠牲にする事もあった。彼らの中には、自分ひとりでも生き残ろうとする者もいれば、仲間の為に己の命を賭ける者もいた。

## 書誌情報
ブルーホール
- KCDX（1992年8月 - 1993年2月、講談社、全2巻）
- スコラ漫画文庫（1996年1月、スコラ、全2巻）
- 講談社漫画文庫（2002年3月、講談社、全1巻）ISBN 978-4063601633

ブルー・ワールド
- KCDX（1996年4月 - 1998年4月、講談社、全4巻）
- 講談社漫画文庫（講談社、全2巻）
  - 第1巻 2001年5月刊行 ISBN 978-4062609906
  - 第2巻 2001年6月刊行 ISBN 978-4062609913